# ضمان إضافي
ضمان إضافي في الاقتصاد (بالإنجليزية: collateral) يتعلق الضمان الإضافي بعقود القروض حيث يقدم المدين إلى الدائن ضمانا ماديا وقد يكون ذلك الضمان أوراقا مالية أو ممتلكات ذات قيمة أو غيرها إلى جانب سمعته المالية الحسنة.
ويعد الضمان الإضافي تأمينا لصاحب المال بأن المدين سوف يقوم بسداد الدين الذي عليه والفائدة المتعاقد عليها، حيث أن الدين مضمون بشيئ ذو قيمة. فإذا تأخر المدين عن السداد بسبب الإفلاس أو ما يشبه ذلك فيصبح الضمان من ملك الدائن.
وفي حالة القرض لشراء عقار مثلا حيث يقتنى العقار بواسطة قرض فإن العقار يكون هو الضمان الإضافي لصاحب المال (المصرف). فإذا لم يستطع المدين سداد الدين طبقا لعقد قرض الرهن مع المصرف يصبح العقار من ملك المصرف. ويقوم المصرف بحبس الرهن عن طريق محكمة ليحصل على العقار من المدين الذي لم يوف بالتزامات العقد مع المصرف .

## اقرأ أيضاً
- دائن مضمون
- إيراد مقدم
- معدل الفائدة الإسمية
- معدل الفائدة الفعلية
- تاريخ الاستحقاق
- مردود الاستثمار
- الحد الأدنى للعائد
- مركز مربح
- مركز تكلفة
- مركز استثماري
- نظارة الحسابات
- تخصيص الأموال
- حجم الأعمال (اقتصاد)